# Luca Pellegrini (nuotatore)
Luca Pellegrini (Amelia, 31 marzo 1964) è un ex nuotatore italiano.

## Carriera
Stileliberista specializzato nelle distanze dai 400 m in su, ha partecipato con la nazionale agli europei del 1981 e del 1985; il suo miglior risultato nelle gare internazionali è stata la vittoria nei 1500 m ai Giochi del Mediterraneo del 1987 a Latakia, per poi prendere parte ai Giochi Olimpici di Seul dove ha disputato le batterie dei 1500 m.

## Palmarès
| Giochi Olimpici         | ---                     | 1500 m st. libero        |
| 1988 Seul Corea del Sud | ---                     | 10º in batteria 15'18"80 |
| Campionati europei      | 400 m st. libero        | 1500 m st. libero        |
| 1985 Sofia Bulgaria     | 20º in batteria 4'11"24 | 17º in batteria 16'20"69 |
| Giochi del Mediterraneo | ---                     | 1500 m st. libero        |
| 1987 Latakia Siria      | ---                     | Oro 15'28"26             |